# Gunnar Vingren
Adolf Gunnar Vingren, (i Sverige Eriksson), född 8 augusti 1879 i Dingstad, Östra Hargs socken i Östergötland, död 29 juni 1933 i Sjöarpskolonien i Skirö socken i Småland, folkbokförd i S:t Matteus församling i Stockholm, (med adress Rödabergsgatan 10), var en svensk missionär som verkade större delen av sitt vuxna liv inom pingströrelsen i Brasilien.
Han var första barnet till trädgårdsmästaren Adolf Fredrik Eriksson och dennes hustru Albertina Kristina Andersdotter. Efter att ha utvandrat år 1903 med Kansas City som mål, kom Vingren i november 1910, tillsammans med Daniel Berg, med båt från New York till Belém i delstaten Pará i Brasilien och startade där den brasilianska pingströrelsen Assembleias de Deus.
Vingren sammanvigdes den 18 oktober 1917 i Pará i Brasilien med Frida Maria Strandberg (född 9 juni 1891 i Själevads församling, död 30 september 1940 i Matteus församling). Familjen återvände till Sverige i december 1932.
Gunnar Vingren begravdes 1964 under namnet Adolf Gunnar Eriksson tillsammans med sin hustru i en familjegrav på Skogskyrkogården i Stockholm, bredvid graven av Daniel Berg. Den 5 oktober 1966 hedrades de första svenska Brasilienmissionärerna med en ceremoni på Skogskyrkogården med tal av bland andra Lewi Pethrus och Willis Säwe.
Gunnar och Frida fick flera barn. Äldste sonen Ivar, därefter Ruben och sedan döttrarna Margit och Astrid, samt ytterligare en son Bertil som fortfarande lever (2017). En flicka dog i tidig ålder.